# Thesaban

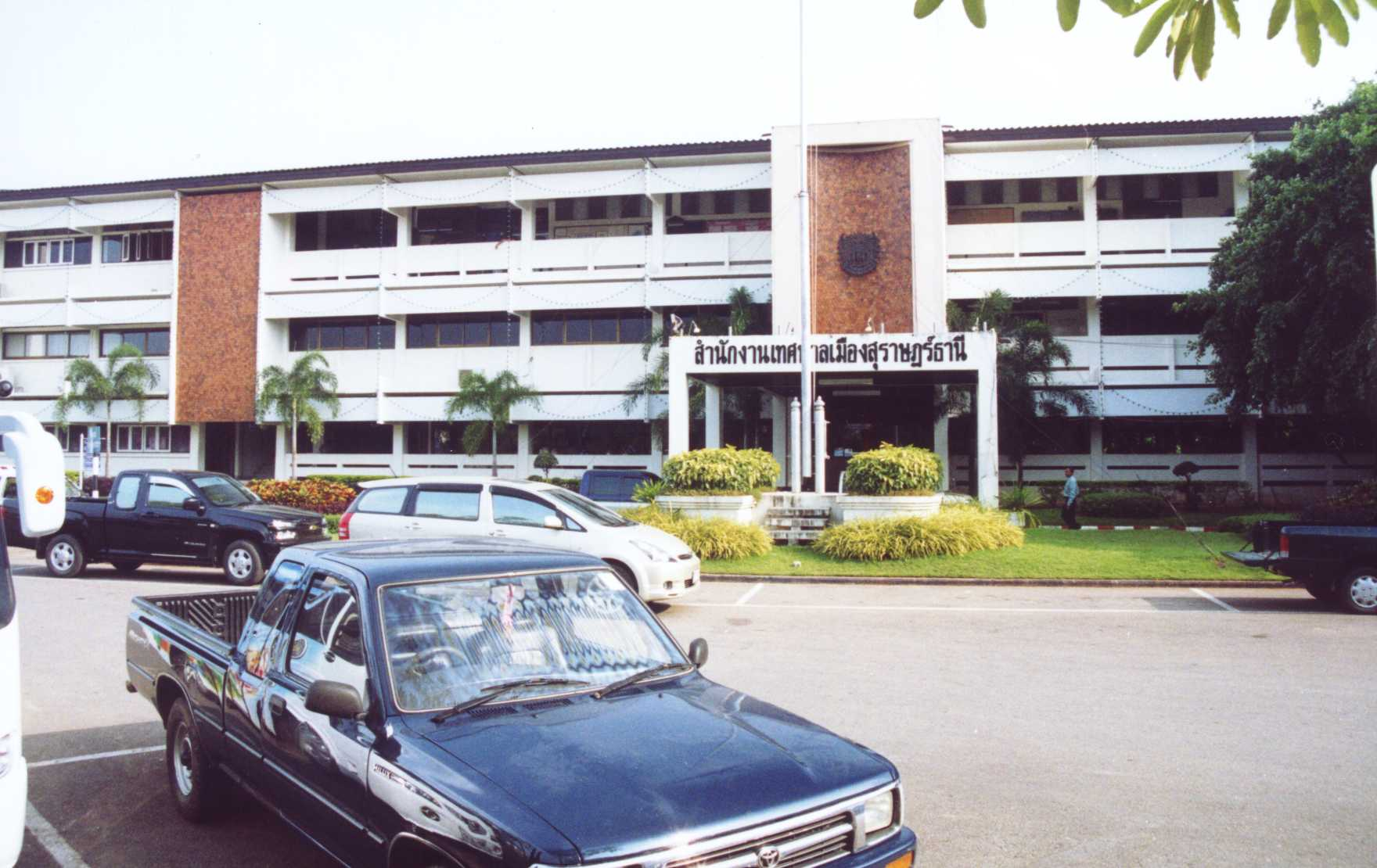
Thesaban-Verwaltungsgebäude der Stadt Surat Thani

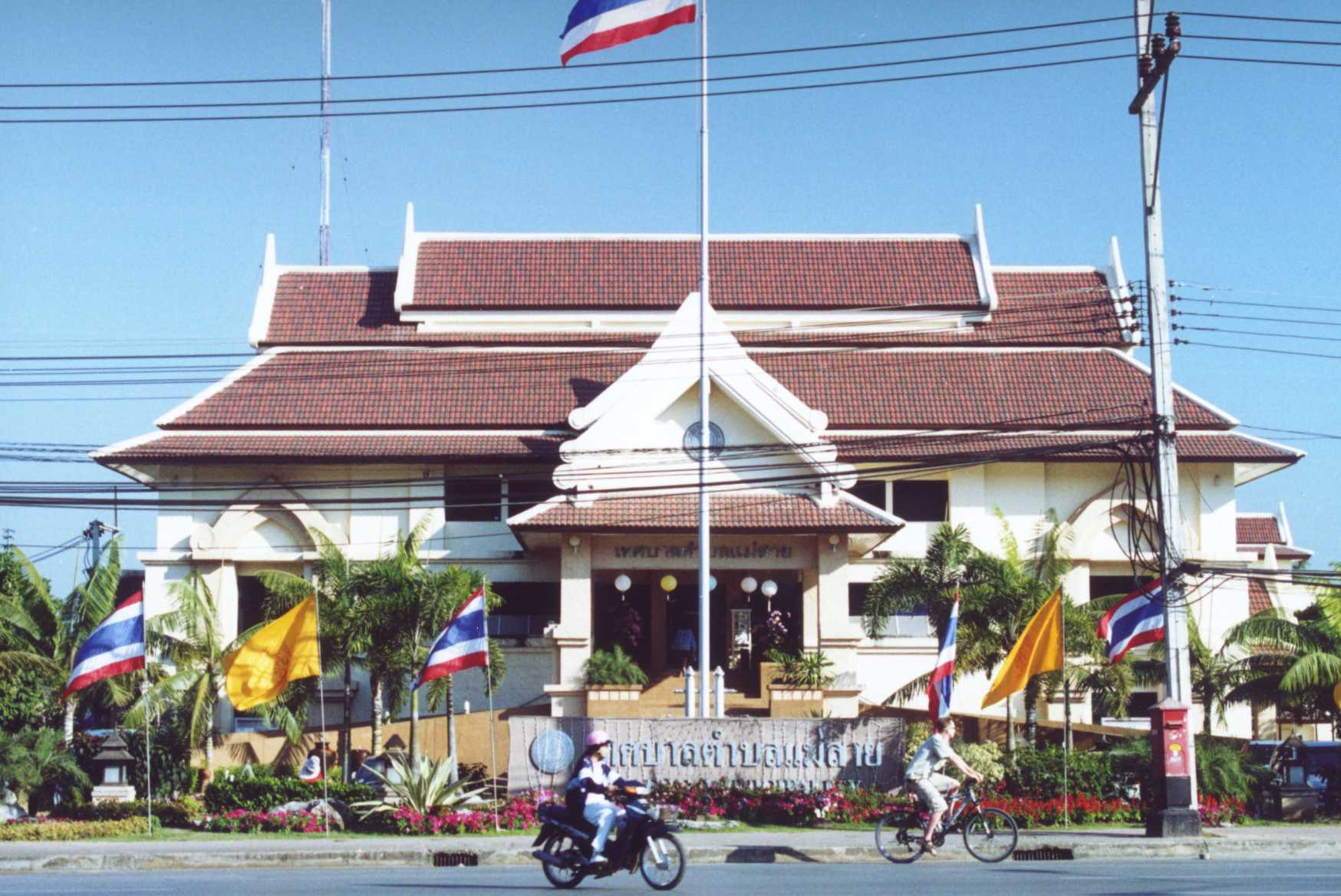
Thesaban-Verwaltungsgebäude von Mae Sai

Thesaban (Thai: เทศบาล, RTGS-Umschrift Thetsaban, ausgesprochen: [tʰêːtsàbaːn]) sind die Stadtverwaltungen in Thailand. Man unterscheidet – abhängig von der Einwohnerzahl und anderen Kriterien – zwischen Großstadt, Stadt und Kleinstadt. Sowohl Bangkok als auch Pattaya haben einen speziellen Verwaltungsstatus außerhalb des Thesaban-Systems.
Die Stadtverwaltungen übernehmen einen Teil der Verantwortung, die sonst den Landkreisen (Amphoe) oder Kommunen (Tambon) für die nicht-städtischen bzw. ländlichen Gebiete zugewiesen sind.

## Geschichte
Das „Thesaban-System“ wurde im Jahr 1934 durch den „Thesaban Organization Act“ (Thai: พระราชบัญญัติจัดระเบียบเทศบาล พุทศักราช ๒๔๗๖) vorgestellt. Seitdem ist es mehrfach verbessert worden wie zum Beispiel durch den „Thesaban Act“ von 1939 (Thai: พระราชบัญญัติเทศบาล พุทธศักราช ๒๔๘๑), der wiederum durch den „Thesaban Act“ von 1953 ersetzt wurde. Die letzte Änderung geschah 2003 durch den „Thesaban Act (No. 12)“.

## Großstadt
Thesaban Nakhon (Thai: เทศบาลนคร) wird meist als Großstadt übersetzt. Um den Thesaban-Nakhon-Status zu erhalten, muss eine Stadt wenigstens 50.000 Einwohner haben mit einem angemessenen Einkommen, um die notwendigen Aufgaben einer Großstadt ausführen zu können.
In der ersten Version des „Thesaban Act“ von 1934 waren die Bedingungen: eine Bevölkerung von mindestens 30.000 und eine Bevölkerungsdichte von 1000 pro km². 1939 wurde die Bevölkerungsdichte auf 2000/km² und zusätzlich ein finanzielles Polster vorausgesetzt. 1953 wurde die Bevölkerungsdichte auf erneut auf 3000 pro km² erhöht, bevor diese Bedingung im Jahr 2000 wegfiel.
Es gibt in Thailand derzeit 30 Städte mit dem Status Thesaban Nakhon. Die Großstädte Bangkok und Pattaya haben jeweils einen Sonderverwaltungsstatus.
- Nordthailand: Chiang Mai (เทศบาลนครเชียงใหม่), Lampang (เทศบาลนครลำปาง), Chiang Rai (เทศบาลนครเชียงราย), Phitsanulok (เทศบาลนครพิษณุโลก), Nakhon Sawan (เทศบาลนครนครสวรรค์) und Mae Sot (เทศบาลนครแม่สอด)
- Nordost-Thailand: Nakhon Ratchasima (เทศบาลนครนครราชสีมา), Khon Kaen (เทศบาลนครขอนแก่น), Udon Thani (เทศบาลนครอุดรธานี), Ubon Ratchathani (เทศบาลนครอุบลราชธานี) und Sakon Nakhon (เทศบาลนครสกลนคร)
- Zentral- und Ost-Thailand: Nonthaburi (เทศบาลนครนนทบุรี), Pak Kret (เทศบาลนครปากเกร็ด), Ayutthaya (เทศบาลนครพระนครศรีอยุธยา), Nakhon Pathom (เทศบาลนครนครปฐม), Rayong (เทศบาลนครระยอง), Samut Prakan (เทศบาลนครสมุทรปราการ), Om Noi (เทศบาลนครอ้อมน้อย), Samut Sakhon (เทศบาลนครสมุทรสาคร), Chao Phraya Surasak (เทศบาลนครเจ้าพระยาสุรศักดิ์), Laem Chabang (เทศบาลนครแหลมฉบัง) und Rangsit (เทศบาลนครรังสิต)
- Südthailand: Surat Thani (เทศบาลนครสุราษฎร์ธานี), Hat Yai (เทศบาลนครหาดใหญ่), Songkhla (เทศบาลนครสงขลา), Nakhon Si Thammarat (เทศบาลนครนครศรีธรรมราช), Trang (เทศบาลนครตรัง), Yala (เทศบาลนครยะลา) und Phuket (เทศบาลนครภูเก็ต) und Ko Samui (เทศบาลนครเกาะสมุย)

## Stadt
Thesaban Mueang (Thai: เทศบาลเมือง) wird meist als Stadt übersetzt. Um den Thesaban-Mueang-Status zu erhalten, muss eine Stadt entweder eine Provinzhauptstadt sein, oder wenigstens 10.000 Einwohner haben. Außerdem muss ein hinreichendes Einkommen nachgewiesen werden, um den Anforderungen einer Stadt gerecht zu werden.
In der ersten Version des „Thesaban Act“ von 1934 waren die Voraussetzungen für den Thesaban-Mueang-Status noch eine Bevölkerungszahl von 3000 mit einer Bevölkerungsdichte von 1000 pro km². Im Jahr 1939 wurden die Voraussetzungen auf eine Einwohnerzahl von 5000 mit einer Bevölkerungsdichte von 2000 pro km² erhöht. Zusätzlich musste ein hinreichendes Einkommen nachgewiesen werden. 1953 wurde die Untergrenze für die Bevölkerungsdichte erneut erhöht, und zwar auf 3000 pro km². Seit dem Jahr 2000 ist diese Bedingung nicht mehr zutreffend. Die Grenze für die Einwohnerzahl wurde 1953 auf den heutigen Wert angehoben.

## Kleinstadt
Thesaban Tambon (Thai: เทศบาลตำบล) ist die unterste Ebene der Stadtverwaltung. Obwohl in der Bezeichnung Tambon enthalten ist, kann sie entweder nur Teile eines Tambon enthalten, sie kann sich aber auch über mehrere Tambon erstrecken, kann aber auch genau ein Tambon umfassen.
Um einen Thesaban-Tambon-Status zu erhalten, muss die Gemeinde ein Brutto-Einkommen von mindestens fünf Millionen Baht aufweisen können, muss mindestens 5000 Einwohner besitzen mit einer Bevölkerungsdichte 500 Einwohner pro km² und sie muss die Zustimmung der Bewohner erhalten.
Die meisten Kleinstädte waren ursprünglich „Sanitär-Bezirke“ (Sukhaphiban – สุขาภิบาล). Im Mai 1999 wurden diese alle zu Thesaban Tambon erhoben, unabhängig davon, ob sie die obigen Bedingungen erfüllten, oder nicht.